# Le Roi Est Mort, Vive Le Roi! (Enigma)
Le Roi Est Mort, Vive Le Roi! is het derde studioalbum van het Duitse muziekproject Enigma. Het album werd op 22 november 1996 uitgebracht en telt 12 nummers. Wereldwijd is het album ruim 2,1 miljoen keer verkocht.

## Beschrijving
Het album geeft een meer eigentijds en futuristisch geluid aan Enigma's muziek door het combineren van elementen van de voorgaande twee albums. Le Roi est Mort werd genomineerd voor Beste New Age Album tijdens de Grammy Awards in 1998.
Het album bereikte de eerste plek in de hitlijsten in Noorwegen, in de rest van Europa kwam het op de derde plek. In Nederland ontving het album platinum met 100.000 verkochte exemplaren.
Er zijn twee singles uitgebracht: "Beyond the Invisible" en "T.N.T. for the Brain" die respectievelijk in 1996 en 1997 verschenen.

## Nummers
Het album bevat de volgende nummers:
| 1.                 | Le Roi Est Mort, Vive Le Roi! | 1:57 |
| 2.                 | Morphing Thru Time            | 5:47 |
| 3.                 | Third of Its Kind             | 0:19 |
| 4.                 | Beyond the Invisible          | 5:00 |
| 5.                 | Why! ...                      | 4:59 |
| 6.                 | Shadows in Silence            | 4:21 |
| 7.                 | The Child in Us               | 5:05 |
| 8.                 | T.N.T. for the Brain          | 4:26 |
| 9.                 | Almost Full Moon              | 3:25 |
| 10.                | The Roundabout                | 3:38 |
| 11.                | Prism of Life                 | 4:54 |
| 12.                | Odyssey of the Mind           | 1:41 |
| Totale duur: 45:32 |                               |      |

## Medewerkers
- Michael Cretu – muziek, productie, zang
- Sandra Cretu - zang
- Peter Cornelius - gitaar
- Louisa Stanley - zang
- Fabrice Cuitad (als David Fairstein) - teksten